# Pere Gabriel i Sirvent
Pere Gabriel i Sirvent   (Terrassa, 1945) és un escriptor i historiador català, centrat en l'àmbit del pensament polític i la història social.

## Biografia
Fou professor i catedràtic d'història contemporània a la Universitat Autònoma de Barcelona, especialitzat en l'àmbit social i cultural de la Catalunya contemporània, temàtica de la que se'l considera un expert.
Gabriel és col·laborador habitual de revistes com L'Avenç i Recerques des dels inicis, i d'altres com Historia Social, Randa, Serra d'Or o la francesa Catalonia de la Université Paris-Sorbonne. Ha escrit llibres com El Moviment obrer a Mallorca (1973), Escrits polítics de Frederica Montseny (1979), Memòria de Joan Peiró i Belis (2008), o Historia de la proclamació de la República a Catalunya (1977), entre d'altres. Ha col·laborat en diverses publicacions col·lectives com Les identitats nacionals, socials i polítiques i algunes de les seves refèrencies simbòliques, Nicolás Salmerón y el republicanismo parlamentario o 
Construyendo la modernidad : obra y pensamiento de Pablo Iglesias i ha estat director d'altres com l'obra de deu volums Història de la cultura catalana.
És membre del patronat de la Biblioteca Arús de Barcelona i pertany al Grup d'Estudis República i Democràcia (GERD). Sense definir-se ideològicament, va donar suport públic a l'Assemblea Nacional Catalana.